# Абриль-и-Кастельо, Сантос
Сантос Абриль-и-Кастельо (исп. Santos Abril y Castelló; род. 21 сентября 1935, Альфамбра, Испания) — испанский куриальный кардинал и ватиканский дипломат. Титулярный архиепископ Тамады с 29 апреля 1985 по 18 февраля 2012. Апостольский нунций в Боливии с 29 апреля 1985 по 2 октября 1989. Апостольский пронунций в Габоне, Камеруне и Экваториальной Гвинее с 2 октября 1989 по 24 февраля 1996. Апостольский нунций в Федеративной Республике Югославии с 24 февраля 1996 по 4 марта 2000. Апостольский нунций в Аргентине с 4 марта 2000 по 9 апреля 2003. Апостольский нунций в Боснии и Герцеговине с 9 апреля 2003 по 21 ноября 2005. Апостольский нунций в Словении и Македонии с 9 апреля 2003 по 22 января 2011. Вице-камерленго Святой Римской Церкви с 22 января 2011 по 18 февраля 2012. Архипресвитер базилики Санта-Мария-Маджоре с 21 ноября 2011 по 28 декабря 2016. Кардинал-дьякон с титулярной диаконией Сан-Понциано с 18 февраля 2012 по 4 марта 2022. Кардинал-священник с титулярной диаконией pro hac vice Сан-Понциано с 4 марта 2022.